# Löhne-Bahnhof
Löhne-Bahnhof ist Teil der im Nordosten Nordrhein-Westfalens gelegenen Stadt Löhne. Bis zu deren Gründung 1969 war das Gebiet Teil der Gemeinde Gohfeld, und es wird offiziell zum heutigen Stadtteil Gohfeld gezählt. Schon vorher hatte es sich zu einem eigenen Siedlungsschwerpunkt um den Bahnhof Löhne entwickelt. Es bildet heute das Stadtzentrum Löhnes und wird oft als eigener Stadtteil angesehen.

## Lage und Ortsteile
Löhne-Bahnhof macht die südliche Mitte und den Süden des Löhner Stadtgebietes aus. Angrenzende Stadtteile sind Löhne-Ort im Westen, Obernbeck im Nordwesten, Ulenburg im Norden und Gohfeld im Osten. Ansonsten schließt sich im Süden und Südwesten Herford mit Schwarzenmoor und Falkendiek an.
Der Stadtteil liegt auf dem Südufer der Werre. Auf deren hochwassersicherer Terrasse liegt der Ortsteil Mahnen. Nach Süden hin steigt das Gelände merklich an und wird es von mehreren Sieks durchzogen. Hier findet sich zunächst der Ortsteil Steinsiek, der zum kleineren Teil auch auf Löhne-Orter Gebiet reicht, und ganz im Süden Bischofshagen, wo man sich aufgrund der Abgelegenheit Löhne-Bahnhof weniger zugehörig fühlt.
Löhne-Bahnhof ist dicht besiedelt, die Bevölkerungszahl ist nicht genau zu ermitteln, da es in der Statistik zusammen mit Gohfeld geführt wird. Zur groben Orientierung kann man aber von ungefähr einem Drittel des gemeinsamen Wertes (31. Dezember 2003: 18.642), also rund 6.000 Einwohnern, ausgehen.

## Geschichte
- Mittelalter bis 19. Jahrhundert: Das Gebiet gehört zum Kirchspiel Gohfeld.
- 16. bis 19. Jahrhundert: Mahnen, Steinsiek und Bischofshagen sind in der Bauerschaft Bischofshagen zusammengefasst und gehören dann zur Gemeinde Gohfeld.
- 1846/47: Bau der Köln-Mindener Eisenbahn, der Bahnhof soll eigentlich im Dorf Löhne(-Ort) angelegt werden. Nach Protesten der dortigen Bevölkerung erfolgt der Bau weiter östlich nahe Mahnen auf dem Grundstück des Kolons Poppensieker in Bischofshagen und damit auf Gohfelder Gebiet, der geplante Name Löhne für den Haltepunkt wird aber beibehalten. Am 15. Oktober 1847 wurde der Bahnhof in Betrieb genommen.
- 1855/75: Mit dem Bau der Hannoverschen Westbahn über Osnabrück in die Niederlande und der Bahnstrecke Elze–Löhne wird der Bahnhof ein bedeutender Eisenbahnknotenpunkt für den Personen- und Güterverkehr in Nordwestdeutschland. Um den Bahnhof herum lassen sich Geschäftsleute nieder, die Bevölkerung wächst, unabhängig vom Gohfelder Kerngebiet entsteht ein eigener Siedlungsschwerpunkt mit Ausstrahlung auf das Umland, der Name Löhne-Bahnhof bürgert sich ein.
- 1895/96: Die Kirchengemeinde Mahnen wird durch Abpfarrung von Gohfeld gebildet und die Kirche gebaut.
- 1903: Verlagerung der Verwaltung der Ämter Gohfeld und Mennighüffen von Gohfeld nach Löhne-Bahnhof
- 1904–1917: Die Gleisanlagen werden erweitert, der Rangierbahnhof angelegt, das Bahnhofsgebäude erhält sein heutiges Aussehen.
- 1945: (14. März): Umfassender Luftangriff der Alliierten, rund 20.000 Brand- und 2.200 Sprengbomben zerstören die Gleisanlagen und 542 Gebäude und töten 130 Menschen.
- 1968: Bau des Rathauses für die zu gründende Stadt Löhne.

Am 1. Januar 1969 wird Löhne-Bahnhof mit Gohfeld ein Teil der neuen Stadt. Die von der Stadtplanung vorgesehene Funktion als wirksames, attraktives Stadtzentrum kann der dazu ausersehene Bereich nördlich des Bahnhofs bis heute nicht voll erfüllen.
Seit 1970 verliert der Bahnhof nach und nach, schließlich sogar vollständig, seine Funktion als Eisenbahnknotenpunkt.

## Post
Am 1. April 1862 wurde in unmittelbarer Nähe des Bahnhofs ein Postamt errichtet, welches schon bald den Anforderungen nicht genügte. 1882 wurde ein neues Postamt errichtet, welches an den Bahnhof angebaut wurde und Schalterräume im Bahnhofsgebäude nutzte. An der Bündner Straße wurde am 1. April 1905 ein neues Postgebäude in Betrieb genommen. Dieses Gebäude wurde durch den Luftangriff am 14. März 1945 schwer beschädigt, danach mit veränderter Fassade wieder aufgebaut und 1986 abgerissen. Am 1. Juni 1877 wurde eine Telegraphenstelle eröffnet. 1912/13 wurde schließlich eine Fernsprechvermittlung eingerichtet.

## Schulen
- Grundschule Löhne-Bahnhof[2]
- Musikschule der Stadt Löhne[3]

## Kirchengemeinden
- evangelische Kirchengemeinde Mahnen (Bischofshagen gehört zur Kirchengemeinde Wittel in Gohfeld)

## Vereine
- TV Löhne-Bahnhof v. 1902[4]